# Jupp Neuville
Josef „Jupp“ Neuville (* 1. Januar 1937 in Aachen; † 1990) war ein deutscher Fußballspieler und -trainer.
In der Saison 1957/58 spielte Neuville für Alemannia Aachen in der Oberliga West, wobei er zu einem Einsatz kam. In den 1960er Jahren ging er in die Schweiz. Dort spielte er zunächst für den FC Biel-Bienne und den SC Brühl St. Gallen, später für verschiedene Vereine im Tessin. Mit dem FC Lugano wurde Neuville in der Spielzeit 1963/64 Meister der Nationalliga B und mit 21 Toren Torschützenkönig. Er blieb auch nach Ende seiner Karriere in der Schweiz und trainierte von 1967 bis 1972 die US Gambarogno, bei der er später auch als Jugendtrainer tätig war.
Bis zu seinem Tod war er mit einer aus Kalabrien stammenden Italienerin verheiratet. Er hinterließ neben seiner Gattin seinen Sohn Oliver (* 1973), der ein erfolgreicher Profifußballer wurde und in der deutschen Nationalmannschaft spielte.